# 진계군벌
진계군벌(晉系軍閥)은 산시성에 기반을 둔 중화민국의 군벌 세력 중 하나이다. 신해혁명 당시인 1911년 말 옌시산에 의해 창설되었으며, 동시기 타 군벌들과 마찬가지로 북양 정부와 밀접한 관계를 맺고 있었다. 통치자 옌시산은 한때 위안스카이의 홍헌 칭제를 지지했었다. 진계는 1949년 또 다른 대표인 푸쭤이의 공산당 전향으로 멸망할 때까지 38년 동안 산시성을 통치했다.

## 명칭
산시성을 의미하는 진(晉)에서 따와 진계군벌이라고 하며,  옌시산의 성을 따 염계군벌, 지역 명칭으로 산서군벌(산시군벌)이라고도 한다.

### 서적
- 황지창 저: 《난세지호: 진계군벌전전》 단결출판사 ISBN 7801305507.

## 같이 보기
- 군벌 시대
  - 북양군벌